# Nissan LEAF
Tvrtka Nissan Motor predstavila je električni automobil Nissan Leaf, automobil bez štetnih emisija s povoljnom cijenom. Osmišljen posebno za šasiju pogonjenu litij-ionskim akumulatorom, Nissan Leaf srednje je velik hatchback u kojem se udobno može voziti pet odraslih osoba. Kako bi zadovoljio stvarne potrebe vozača, autonomija mu je veća od 160 kilometara. Planiranim izlaskom na europsko, japansko i američko tržište potkraj 2010. Nissan Leaf najavljuje novo doba pokretljivosti – doba bez štetnih emisija.